# Немиров (город)
Неми́ров (укр. Немирів) — город в Винницкой области Украины. Входит в Винницкий район. До 2020 года был административным центром упразднённого Немировского района.

## Географическое положение
Расположен на крутом левом берегу р. Устья (бассейн Юж. Буга).

## История
Местность, где расположен Немиров, заселена издавна. В урочище Городище неподалёку от Немирова обнаружены остатки поселения трипольской культуры и находится одно из крупнейших скифских городищ.
В X—XI веках на этом месте существовало древнерусское поселение. По преданию, на месте этого поселения возник город Миров, который во время татарского нашествия был полностью разрушен.
В конце XIV века возник новый город Немиров. Первое письменное упоминание о городе приходится на 1506 год (в ярлыке хана Менгли-Гирея).
После Люблинской унии 1569 года - в составе Брацлавского воеводства Речи Посполитой.
Немиров был одним из центров борьбы против шляхетского гнёта и насильственного ополячивания. В годы восстания, которое возглавлял Северин Наливайко, население Немирова и окружающих сёл действовало в его отрядах. Оно участвовало в антишляхетских восстаниях и волнениях 1607, 1612, 1614 и последующих лет.
Во время восстания Хмельницкого 31 мая 1648 казаки без боя, под видом польского отряда, вошли в Немиров и разорили город.
С 1640-х годов Немиров принадлежал князю И. Вишневецкому; во время восстания Хмельницкого с перерывами был сотенным местечком Кальницкого и Брацлавского полков.

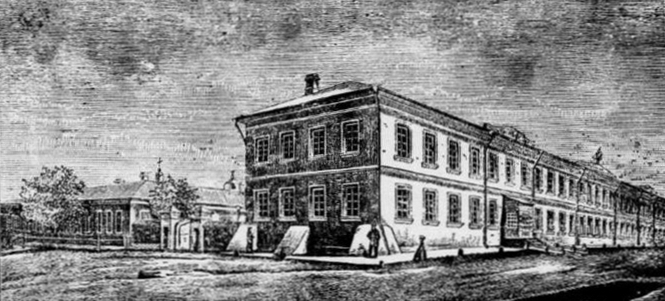
Немировская гимназия, 1838 год

С 1672 до 1699 года Немиров находится в составе Сарматского княжества Османской империи.
В начале XVIII века местечко стало собственностью Потоцких, которые восстановили дворец (бывший замок).
16 августа - 11 ноября 1737 года в замке Потоцких проходил Немировский конгресс дипломатов России, Австрии и Османской империи относительно прекращения русско-турецкой войны.
После второго раздела Речи Посполитой в 1793 году — местечко Брацлавского уезда Подольской губернии Российской империи.
В январе 1896 года здесь насчитывалось 7129 жителей, действовали табачная фабрика, кирпичный завод, винокуренный завод, свечной и мыловаренный завод, 8 мастерских, две книжных лавки, типография, фотография, больница с амбулаторной лечебницей и аптекой, библиотека, мужская гимназия, женская прогимназия, 2-классное сельское училище, церковно-приходское училище, частные лютеранское и еврейское училища, две православные церкви, католический костел, лютеранская церковь, синагога и 5 еврейских молитвенных домов.
В ноябре 1917 года здесь была установлена Советская власть.
7 марта 1923 года был создан Немировский район, в 1924 году Немиров получил статус посёлка городского типа.
16 августа 1931 года здесь началось издание районной газеты, в сентябре 1931 года был открыт педагогический техникум (в дальнейшем - педагогическое училище).
В ходе Великой Отечественной войны с 22 июля 1941 до 10 января 1944 года Немиров оккупировали немецкие войска, в сентябре 1941 здесь возникла советская подпольная организация.
В 1981 году население посёлка составляло 10,9 тыс. человек, здесь действовали хлебный комбинат, спиртзавод, сахарный завод, завод железобетонных изделий, кирпичный завод, швейная фабрика "Подолянка", участок производственно-художественного объединения "Винничанка", маслоцех Винницкого молочного завода, межколхозная строительная организация, райсельхозтехника, райсельхозхимия, комбинат бытового обслуживания, строительный техникум, ПТУ, три общеобразовательные школы, музыкальная школа, спортивная школа, больница, дом отдыха "Авангард", Дом культуры, 10 библиотек, кинотеатр и три музея.
В январе 1989 года численность населения составляла 11 303 человек, крупнейшими предприятиями являлись сахарный завод, завод железобетонных изделий и швейная фабрика.
В мае 1995 года Кабинет министров Украины утвердил решение о приватизации находившихся в городе АТП-10547, райсельхозтехники и райсельхозхимии.
22 декабря 1998 года территория города была увеличена на 906,3 гектара.
В марте 2004 года было возбуждено дело о банкротстве кирпичного завода.

## Население

### Языковой состав
Во время переписи 2001 года 98,22 % населения города указали украинский язык родным, 1,60 % — русский, 0,18 % — другие языки.

## Транспорт
Узел автомобильных дорог.
Железнодорожная станция Немиров (на линии Винница - Зятковцы).

## Известные жители

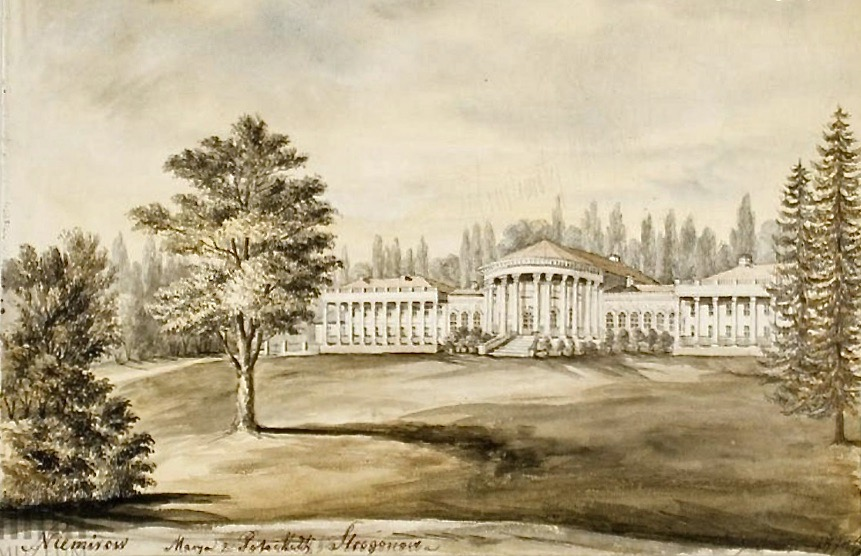
Потоцкий дворец, Наполеон Орда, 1805–1822 годы

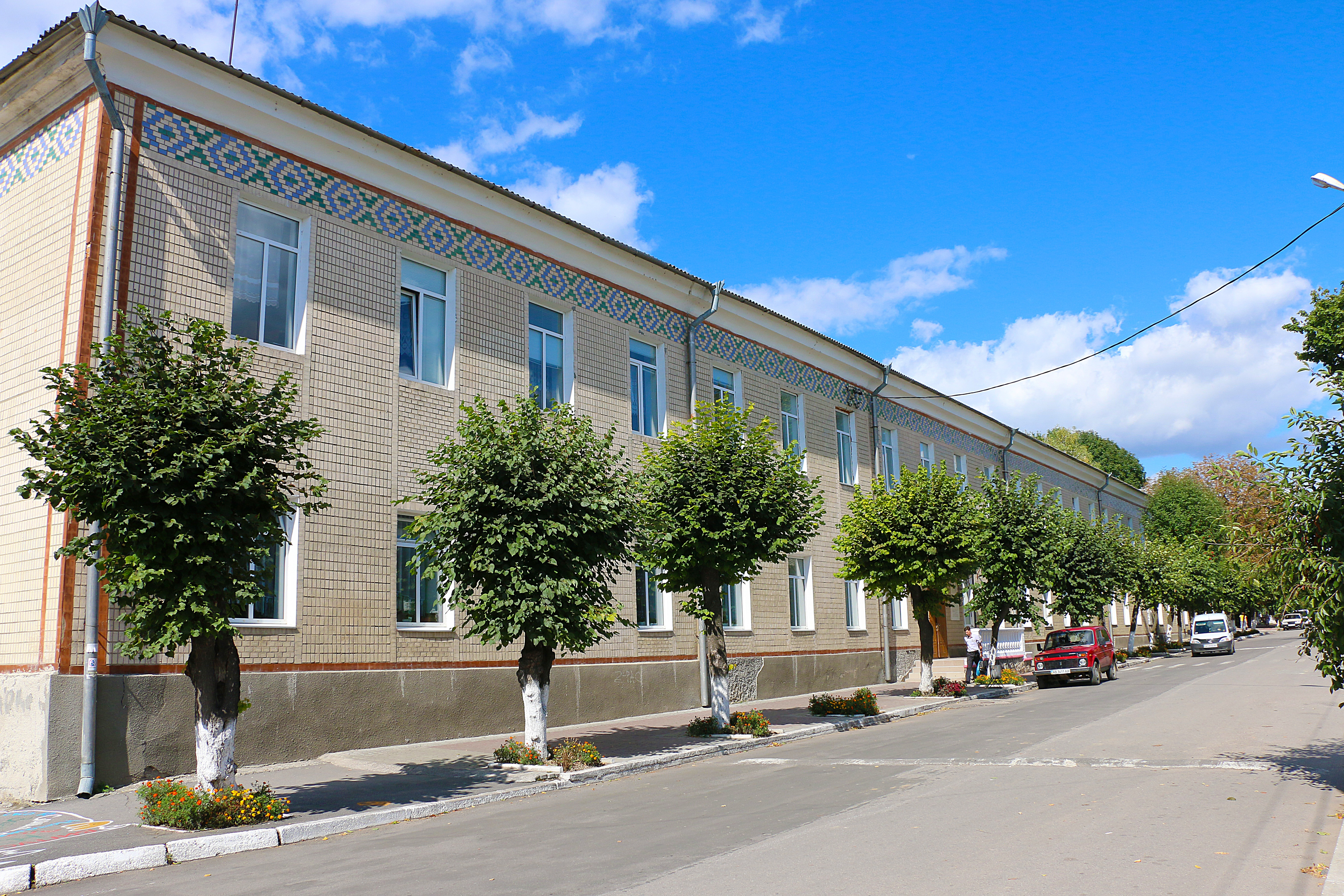
Немировская гимназия

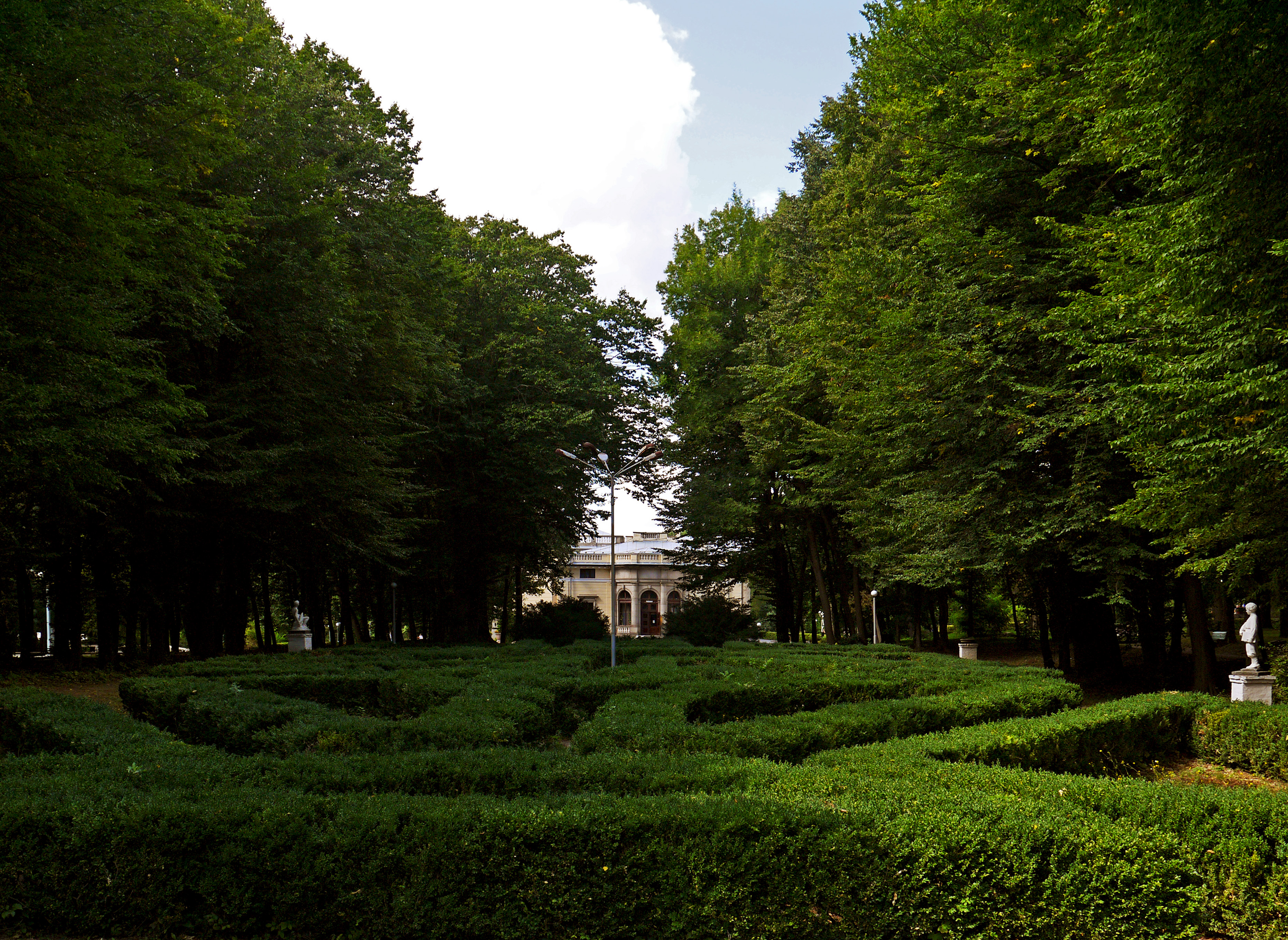
Пейзажный парк

С городом связаны имена многих известных людей. В Немирове родился известный русский поэт Н. А. Некрасов, еврейский поэт Мотл Грувман и поэтесса Алла Айзеншарф, выдающийся американский генетик Феодосий Добжанский, жила и работала известная украинская писательница Марко Вовчок, родилась одна из первых программистов Ида Родес (также известная как Хадасса Ицковиц).
Тут побывали Богдан Хмельницкий, Юрий Хмельницкий (в 1677—1679 годах Немиров был столицей гетмана), Данило Нечай, польские короли Станислав Август Понятовский и Ян III Собеский, русский император Пётр I, полководец Александр Суворов, академики Владимир Филатов, Николай Пирогов, французский писатель Оноре де Бальзак, композиторы Людвиг ван Бетховен и Клод Дебюсси, художник Наполеон Орда, русский генерал и путешественник Л. К. Артамонов, драматург З. П. Мороз.

## Достопримечательности
Все дошедшие до наших дней достопримечательности появились в местечке в XIX—XX веках, поскольку в 1803 и 1811 годах Немиров сгорел дотла. В их числе:
- Мужской и женский корпуса (1815 г.) бывшей гимназии
- Свято-Троицкая церковь (1876—1881 гг.)
- Здание бывшего епархиального училища (1881)
- Мельница (вторая половина XIX века; ныне Муховецкий магазин)
- Дворец Щербатовых (Марии Щербатовой — внучки Б. Потоцкого, урождённой Строгановой), сейчас тут санаторий «Авангард»
- Пейзажный парк (1885 г.; 85 га)
- Водонапорная башня и здание электростанции (1903—1905 гг.; арх. Пехлер)
- Костёл Иосифа Обручника (1801)
- Дом (и памятник — 1974 г.) Марко Вовчок
- Памятник поэту Н. Некрасову (1971)

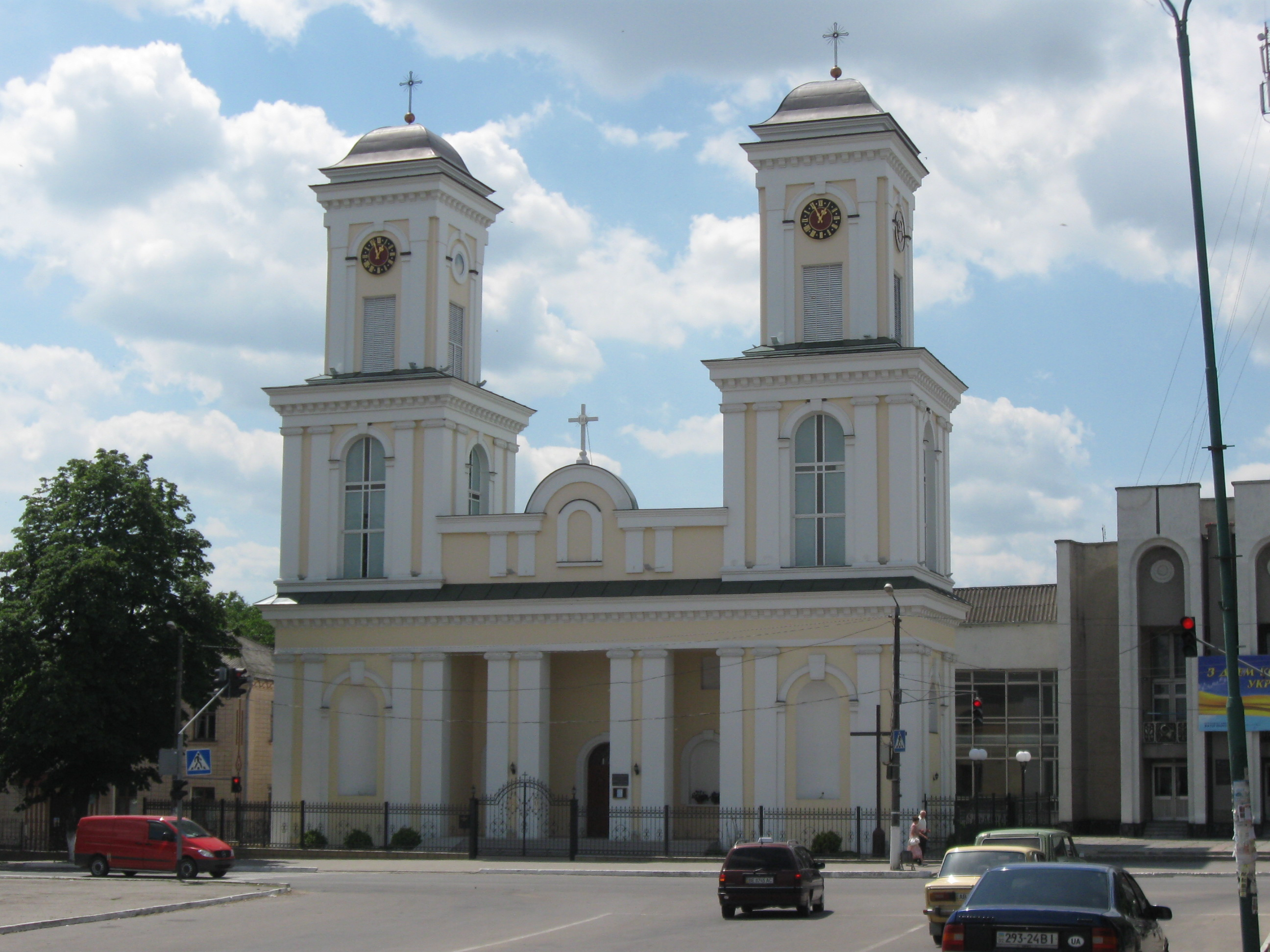
Римско-католический костел святого Иосифа
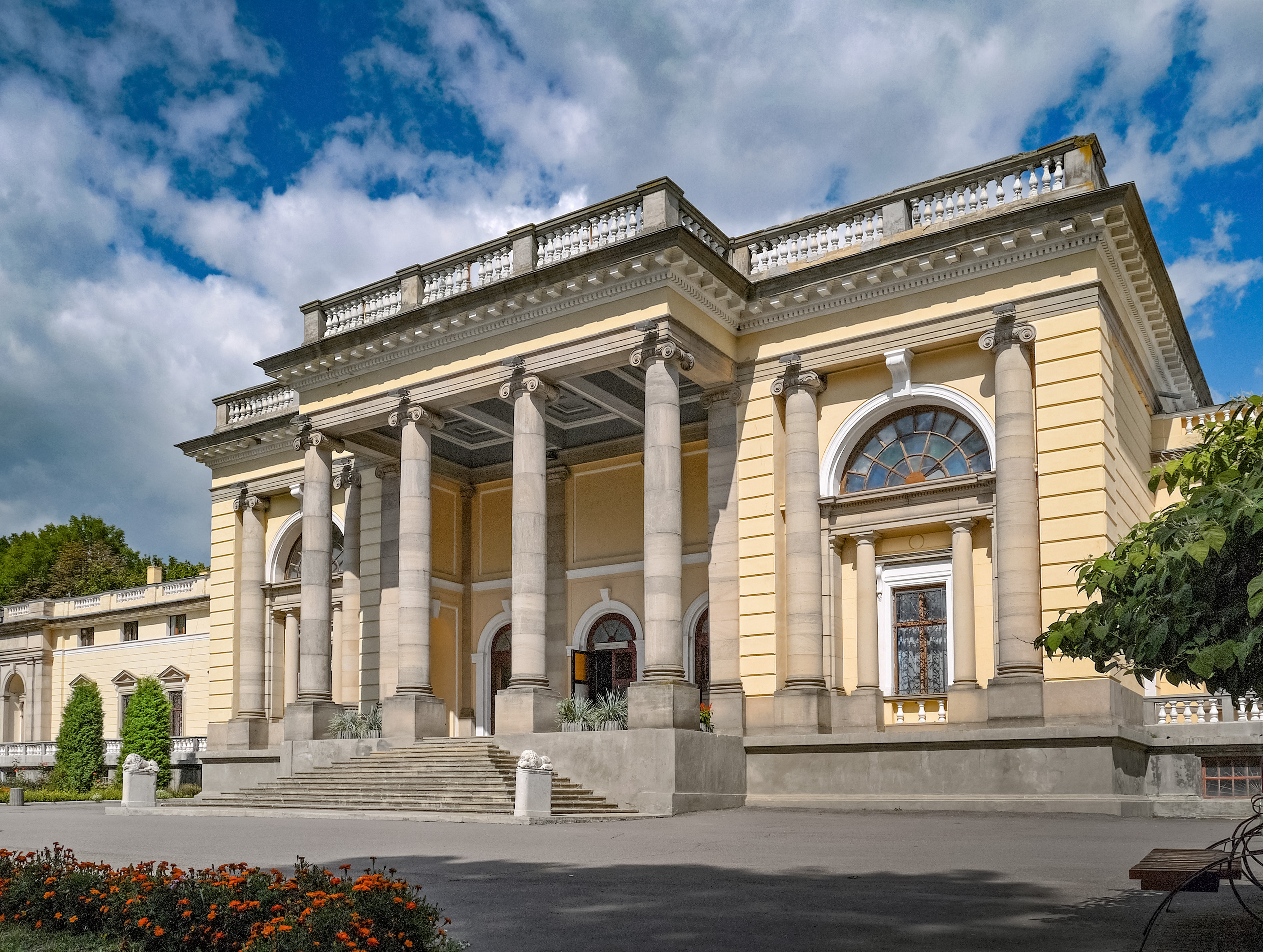
Дворец Щербатовых
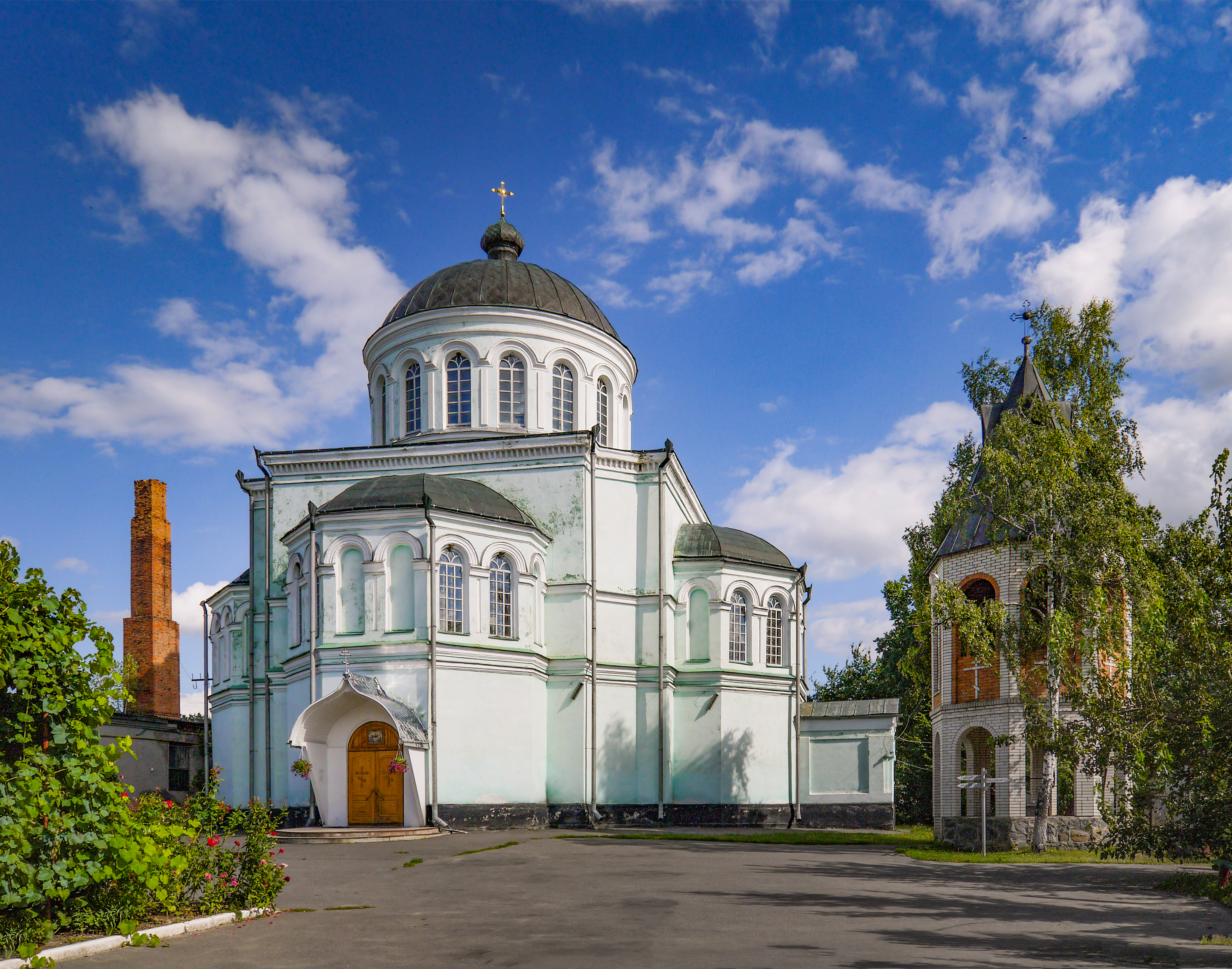
Свято-Троицкая церковь
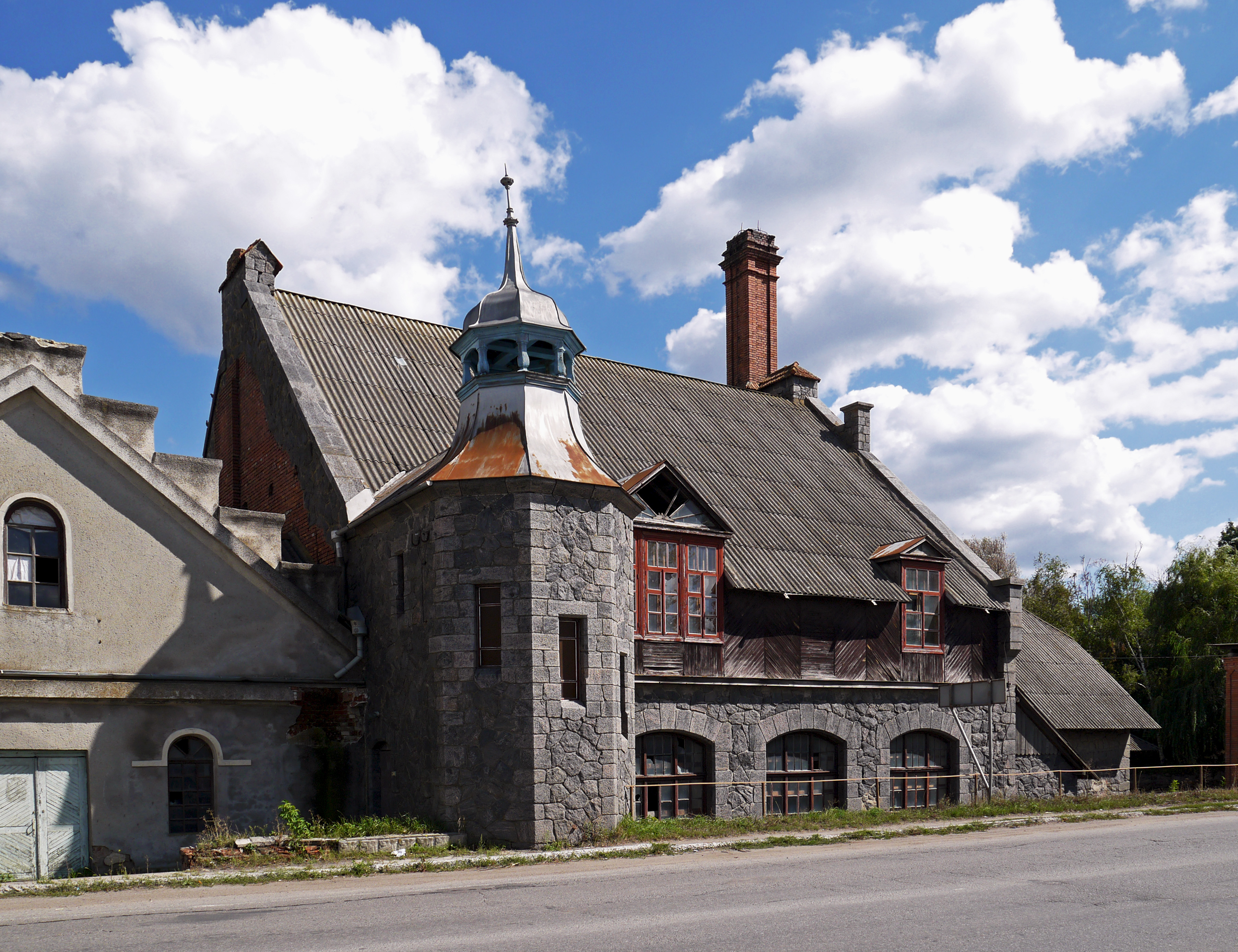
Старая мельница

## Промышленность
В городе находятся два ликёро-водочных завода и спиртовое производство компании Nemiroff.